# Dorfkirche Altlüdersdorf

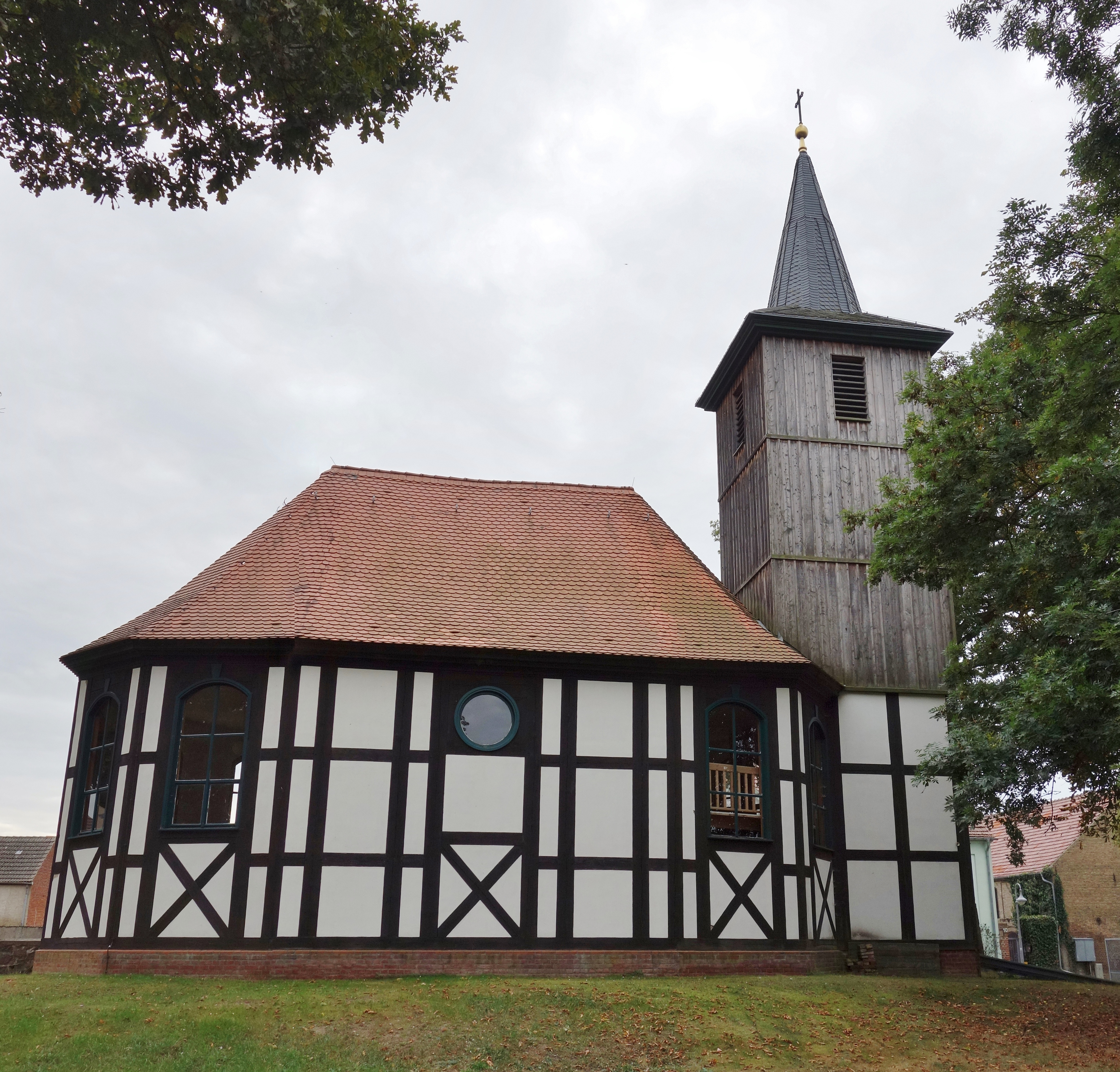
Nordansicht

Die Dorfkirche Altlüdersdorf ist ein Kirchengebäude im Ortsteil Altlüdersdorf der Stadt Gransee im Landkreis Oberhavel des deutschen Bundeslandes Brandenburg.

## Architektur
Die barocke Fachwerkkirche wurde von Schweizer Kolonisten als Bethaus erbaut und 1702 eingeweiht. Sie hat einen polygonalen Grundriss. Der verbretterte Westturm auf quadratischem Grundriss trägt einen achteckigen Knickhelm.  Die hohen Fenster sind in Stichbögen aus Holz geschlossen.
Zwar wurde das Gebäude 1960 renoviert, verfiel jedoch in der Folge. 1993–1999 fand eine grundlegende Erneuerung statt.

## Innengestaltung
Im Inneren finden sich eine Kanzel der Spätrenaissance und eine Westempore. Die Brüstungsorgel aus dem Jahr 1824 von Johann Tobias Turley wurde bei der Erneuerung ausgelagert.